# Jean Lepeltier
Jean Lepeltier (1902-1985) est un journaliste français de l'Agence France-Presse qui fut président du Syndicat national des journalistes.

## Biographie
Jean Lepeltier est un des « anciens » de la colonie française de Montréal, devenu chef des correspondants à Alger. Tout comme Fernand Moulier à Londres et Paul Louis Bret, il démissionna en avril 1944 pour protester quand fut créé un accord entre l'AFI Londres  et France Afrique, pour créer une nouvelle société contrôlée par cette dernière, sous la direction de Géraud-Jouve, aux mains de Charles de Gaulle.
Devenu rédacteur en chef, il est ensuite parti à Lyon, après avoir été démis de ses fonctions par le directeur de l'AFP Maurice Nègre, ce qui l'amène à prendre la responsabilité de dirigeant du Syndicat national des journalistes. Il joue un rôle important dans l'histoire de l'AFP au moment où est élaboré un nouveau statut d'indépendance. Fidèle aux thèses de Paul Louis Bret sur le financement automatique, il repousse l'idée que la presse française soit majoritaire au conseil d'administration et propose de financer l'agence au moyen d'une taxe payable par tous les contribuables. En 1955, après le  décret créant une commission chargée d'étudier les réformes de l'AFP et de préparer un projet de statut, les journalistes de l'AFP doivent désigner un représentant. Jean Lepeltier, l'emporte haut la main chez les journalistes : 336 voix sur 383 votants (sur 570 inscrits).